# Старовиці (Ниський повіт)
Старовиці (пол. Starowice, нім. Starrwitz) — село в Польщі, у гміні Отмухув Ниського повіту Опольського воєводства.
Населення — 181 особа (2011).
У 1975-1998 роках село належало до Опольського воєводства.

## Демографія
Демографічна структура станом на 31 березня 2011 року:
|          | Загалом | Допрацездатний вік | Працездатний вік | Постпрацездатний вік |
| -------- | ------- | ------------------ | ---------------- | -------------------- |
| Чоловіки | 89      | 17                 | 67               | 5                    |
| Жінки    | 92      | 22                 | 48               | 22                   |
| Разом    | 181     | 39                 | 115              | 27                   |